# 延边卫视
延边卫视（中国朝鲜语：／ Yŏnbyŏn Wisŏng Pangsong */?）是中国大陆唯一一家播出朝鲜语节目的卫星电视媒体，隶属于延边广播电视台，2011年起根据原国家广电总局发出的《关于延边卫视开办主体变更为吉林电视台方案的批复》（广局〔2011〕289号）而挂名于吉林广播电视台，但节目的制作播出、频道的运营主体均维持不变（在中国直播卫星“户户通”当中的EPG则是打“吉林朝语频道”）。频道于2006年8月9日正式上星播出，全日播出21小时。

## 主要节目
- 《延边新闻》（重播延边1套节目，19:30播出汉语版，21:00播出朝鮮語版）
- 《中央电视台新闻联播》（朝鮮語直译为“国内外新闻”，除每天19:00转播CCTV-1汉语原版外，还在次日12:00播出朝鲜语配音版）
- 《看神州》（纪录片节目，朝鮮語配音）
- 《我们的花园》（朝鮮語少儿节目）

## 事件
2018年11月5日、12日、19日、26日和12月3日、10日、25日，延边卫视因多次超时超量播出电视购物短片广告和医药广告，广电总局责令吉林省广播电视局给予延边卫视暂停商业广告播出30日的行政处罚。